# Lista gris
Una lista gris o greylist es una técnica para el control de mensajes spam. Es un método de defensa que bloquea la mayoría de los spam que se reciben en un servidor de correo.
En inglés "marcado en lista gris", por analogía con una lista negra, fue propuesto por Evan Harris para intentar limitar la recepción de mensajes que se considera que podrían ser spam. Tanto en nombre como en la forma de operar está relacionado con los términos whitelisting y blacklisting. Se refiere al proceso por medio del cual, para protegerse de recibir mensajes de correo electrónico considerados como potencialmente spam, el servidor de correo (a nivel del protocolo SMTP) rechaza el mensaje enviado y pide que éste sea reenviado. Esta técnica trata de aprovechar la existencia de "errores temporales" en el estándar SMTP. Un MTA que funcione conforme a dicho estándar reintentará el envío. Los MTA utilizados por los enviadores de SPAM no suelen cumplir con los estándares y generalmente envían mensajes en masa sin preocuparse si han llegado correctamente.
El filtro de lista gris generalmente es utilizada por SpamAssassin, un filtro de correo electrónico para servidores. SpamAssassin realiza este tipo de greylisting basado en sus bases de datos internas cuando sospecha que alguna fuente de correo (servidor) está enviando mensajes de correo electrónico de tipo spam. 
Desde cierto punto de vista, mientras las listas negras se refiere estrictamente hablando a las listas de servidores o cuentas de correo desde las cuales está prohibido recibir correo y listas blancas se refiere a las que son inmediatamente autorizadas (verificadas), greylisting se refiere a aquellas de las que no se tiene conocimiento aún (no son fuentes confiables de envío de correo pero tampoco son fuentes confirmadas como emisores de spam) o bien, dependiendo de las políticas internas del servidor en el cual se implementa el filtro, se refiere a las sospechosas de estar difundiendo spam. La forma de agregar un usuario a la lista gris puede ser manual (por usuario o servidor fuente) o automática (por análisis estadístico de mensajes recibidos y que no cumplen 100% con las características definidas en la RFC respectiva).

## Implementaciones
Típicamente, un servidor de SMTP que implementa greylisting registra los siguientes datos de cada mensaje:
- La Dirección IP del remitente
- La dirección del remitente
- La dirección del destinatario

Esta tripleta que identifica al mensaje se almacena dentro del servidor. Si la tripleta del mensaje no ha sido vista con anterioridad (la cantidad de tiempo de vida las tripletas y el lapso entre la primera aparición de la tripleta y su aceptación son configurables), se rechaza temporalmente el mensaje. 
La idea central es que los servidores de correo legítimos mantengan el mensaje rechazado en cola y reintenten el envío más tarde, permitiendo que el mensaje llegue al destinatario. Los servidores de correo no legítimos y máquinas zombis se asume no reintentarán el envío.